# 히사노하마역
히사노하마역(일본어: 久ノ浜駅, ひさのはまえき)은 일본 후쿠시마현 이와키시에 있는, 동일본 여객철도의 철도역이다. 조반선이 지나간다.

## 역 구조
상대식 2면 2선 구조의 지상역으로, 승강장과 역사는 과선교로 이어져 있다. 승강장에는 대합실이 있다. 역 업무는 JR 미토 철도 서비스가 대신 하고 있다.

### 승강장
| 1 | ■ 조반선 | 이와키 · 미토 방면 |
| 2 | ■ 조반선 | 도미오카 방면      |

## 역세권 정보

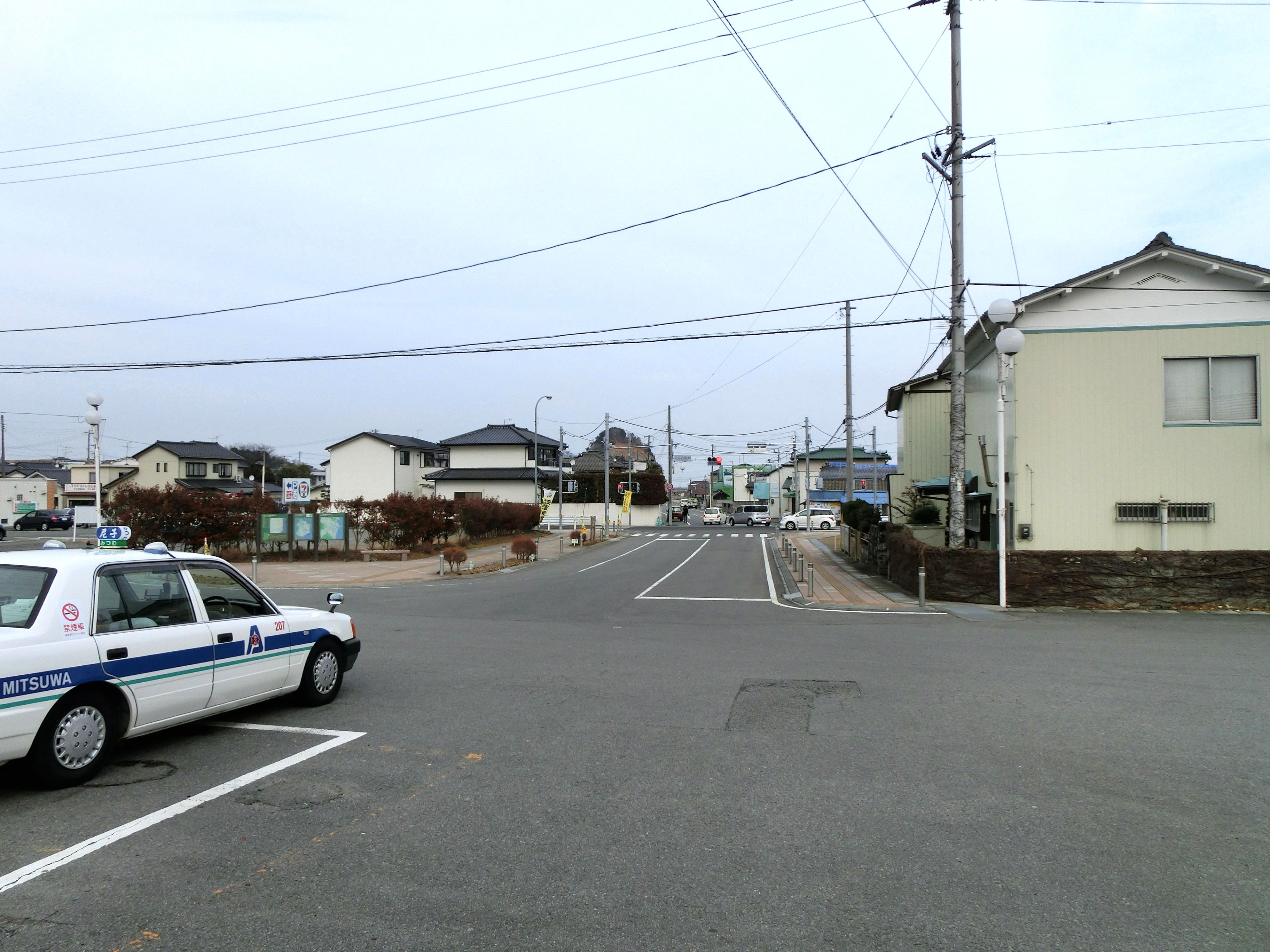
2012년 3월의 역 앞.

근처에 바다가 있다. 역 주변은 도호쿠 대지진으로 인한 지진 해일로 큰 피해를 입었다.
- 조반 자동차도 이와키요쓰쿠라 나들목
- 국도 제6호선
- 히사노하마 해수욕장
- 이와키시청 히사노하마·오히사 지소
- 히사노하마 우체국
- 조반 컨트리클럽

## 역사
- 1897년 8월 29일 - 닛폰 철도의 역으로 개업했다.
- 1906년 11월 1일 - 국유화에 따라 일본국유철도의 소속이 되었다.
- 1987년 4월 1일 - 민영화에 따라 동일본 여객철도의 소속이 되었다.
- 2011년 3월 11일 - 동일본 대지진으로 영업이 중단되었다.
- 2011년 4월 17일 - 영업이 재개되었다.

## 인접역
| 동일본 여객철도 조반선                                                                         | 동일본 여객철도 조반선 | 동일본 여객철도 조반선   |
| ---------------------------------------------------------------------------------------------- | ---------------------- | ------------------------ |
| 요쓰쿠라 이와키 방면                                                                           | ■ 보통                 | 스에쓰기 도미오카 방면 1 |
| 1: 후쿠시마 제1원자력 발전소 사고의 영향으로 도미오카 이북 구간에서는 열차가 다니지 않고 있다. |                        |                          |